# Бойко Іван Харитонович
Іван Харитонович Бойко (1879, Гадяч — 7.12.1920, Сімферополь) — український громадський діяч, інженер, видавець, меценат. Член Харківського українського товариства «Родина», видавець Київського українського літературного часопису «Українська Хата» (1909—1914) і харківського журналу «Друг искусства» (1913).
Син купця Харитона Трохимовича Бойка з Гадяча на Полтавщині. Керуючий справами відомого цукрового промисловця Павла Харитоненка, якому допомагав у придбанні творів мистецтва. Власним коштом збудував українську садибу в Харкові по вулиці Мироносницькій, 44 (1912—1914; архітектор Сергій Тимошенко).
Разом із Міхновським та його побратимами входив до комісії українського відділу ім. Тараса Шевченка громадської бібліотеки Харкова (1913). 1908 року придбав велике помістя в понад 100 гектарів у курортному Геленджику, ставши одним із найбільших поміщиків Чорноморії (його земельна власність охоплювала територію від північно-західної межі Тонкого до Блакитної бухти). Розділивши раніше не освоєну територію на ділянки по 300—1200 квадратних сажнів, продавав їх під курортні ділянки. Збудував у Геленджику курорт «Борисово» — частково в стилі українського архітектурного модерну. Співавтор видання «Имение „Борисово“ на Кавказе Ивана Харитоновича Бойко» (Харків, 1911). Фінансував будівництво вулиці Джерельної (тепер Погранична), однієї з центральних у Геленджику. У 1919 р. переїхав із Харкова на курорт «Борисово». Розстріляний більшовиками як «ворог трудового народу». За іншою версією — зумів уникнути розстрілу, засланий у Свердловськ (Єкатеринбург), де заарештований (6.11.1930) і засуджений (28.06.1931) до трьох років позбавлення волі.